# Freiwilliges Bremisches Jäger-Korps

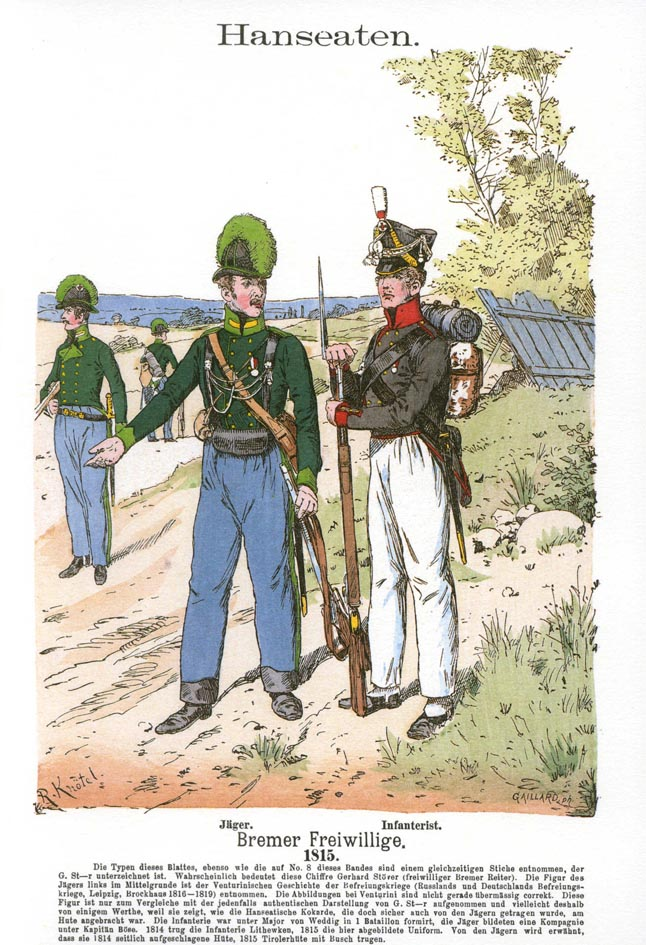
Bremer Jäger (links) und Infanterist im Jahr 1815, Illustration von Richard Knötel von 1890

Das Freiwillige Bremische Jäger-Korps war ein Jäger-Korps, welches von dem Zuckerfabrikanten Heinrich Böse – auch „Hauptmann Böse“ oder „der alte Böse“ genannt – mit eigenen Mitteln zusammengestellt und dem Bremer Senat zur Verfügung gestellt wurde. Es beteiligte sich innerhalb der Hanseatischen Legion an zwei Feldzügen gegen Napoleon.

## Der Feldzug von 1813/1814 gegen Napoleon
Die Hanseatische Legion bestand zunächst aus einer Gruppe Hamburger Bürger, die sich auf Anregung des russischen Generals Tettenborn 1813 zusammenfand, um am Befreiungskrieg teilzunehmen. Diesem Verband schlossen sich alsbald Freiwillige aus den hanseatischen Schwesterstädten Bremen und Lübeck an.
In Bremen rief der Senat auf Drängen Tettenborns am 8. November 1813 zum freiwilligen Heeresdienst auf. Schon nach zwei Wochen war ein 300 Mann starkes Bataillon Infanterie und eine Eskadron mit 150 Pferden aufgestellt und bis Januar 1814 auf 800 Mann und 200 Pferde erweitert. Die Infanterie war unter dem Kommando des Majors Christian August von Weddig, die Kavallerie führte der Freiherr Max von Eelking. Zusätzlich bot der Zuckerfabrikant Heinrich Böse an, auf eigene Kosten eine Jägerkompanie, das „Freiwillige Bremische Jäger-Korps“, später auch „Böse’sche Jäger“ genannt, aufzustellen.
Am 1. Februar 1814 brachen die Böse’schen Jäger zusammen mit den übrigen bremischen Truppen in Richtung Köln auf.
Das Jäger-Korps marschierte nach Frankreich und gelangte bis Lille, konnte aber nicht aktiv an den Kämpfen teilnehmen.
Die Mitglieder der Hanseatischen Legion kehrten am 30. Juni 1814 nach Bremen, Hamburg und Lübeck zurück.

## Der Feldzug von 1815 gegen Napoleon
Nachdem die Nachricht in den Hauptstädten Europas eintraf, dass Napoleon aus Elba entflohen und am 1. März 1815 in Cannes gelandet war, wurden die im Wiener Kongress tagenden Verbündeten schnell darin einig, erneut gegen Frankreich zu kämpfen. Am 10. Mai 1815 traten die Hansestädte dem am 25. März 1815 zwischen Österreich, Russland, England und Preußen gegen Napoleon geschlossenen Bündnis bei. Hamburg stellte 1700 Mann, Bremen 750 und Lübeck 550.
Der bremische Senat hatte, wie schon 1813, sofort wieder die Aufstellung eines bremischen Kontingents vorbereitet. Heinrich Böse zeigte dem Senat an, dass er bereit sei, wieder auf eigene Kosten eine Jägerkompanie von 75 Mann auszurüsten. Die Führung der Kompanie sollte diesmal seinem Schwager Franz Thorbecke übertragen werden, da er selbst nicht erneut ins Feld ziehen werde.
Zusammen mit dem Schwadron „Reuter“ der Kavallerie unter Major Max Freiherr von Eelking (1782–1857) wurde das Freiwillige Bremische Jäger-Korps dem preußischen Ulanen-Regiment Nr. 6 zugeordnet, dessen Kommandeur Oberstleutnant von Lützow war.
Während aber Major von Eelking schon am 30. April mit „fünfzig jungen Männern aus den angesehensten Bremer Familien“ von Bremen abmarschierte, am 28. Mai bei dem Lützow’schen Regiment eintraf und an den Schlachten vom 16. und 18. Juni teilnahm, verzögerte sich der Abmarsch der Böse’schen Jäger bis zum 14. Juni 1815.
Einer der Oberjäger der Böse’schen Jäger, Johann Georg Lohmann (* 13. Oktober 1793 in Bremen; † 10. September 1830 in Bremen), berichtet in seinem Tagebuch über den Verlauf des Feldzugs, der am 14. Juni 1815 um 2 Uhr morgens mit dem Abmarsch in Bremen begann und am 21. November 1815 mit dem Wiedereinmarsch der Jäger in Bremen endete.
Da dem Tagebuch auch eine Liste der Bremer Jäger beiliegt, kann man feststellen, dass Heinrich Böse wohl angesichts der freiwilligen Meldungen über die ursprünglich zugesagten 75 Jäger hinausging: die Liste umfasst 176 Namen. Die „Oberjäger“ waren Wilhm. Armbruster †, Herm. Busch †, Ant. Hr. Cordes, Herm. Dahnken †, Johann Fäsenfeld, Joh. Hn. Frahm †, Heinr. Grimm †, Joh. P. E. Greverus, Herm. Wm. Holtzer, Heinr. Wm. Köhne †, Joh. Geo. Lohmann, Isac Lohmann, Heinr. Wm. Neddermann.
Über Cloppenburg, Lingen, Almelo, Arnhem, Nijmegen, s’ Hertogenbosch, Tilburg, Antwerpen, erreichten die Jäger am 9. Juli Brüssel. Von dort aus fuhren sie am 10. Juli nach Waterloo und besichtigten das Schlachtfeld, auf dem bereits 22 Tage vorher, am 18. Juni, Napoleon vernichtend geschlagen worden war. Das Tagebuch gibt einen sehr eindrucksvollen Bericht über das, was man dort sehen konnte:
die Erde roth von Blut gefärbt, auf einigen Stellen standen noch ganze Löcher voll. Pferde, die auch noch nicht begraben waren, Theile von Menschen als Köpfe, Arme, Beine […] Der Anblick war schauderhaft. 20.000 Bauern hatten 4 Tage gearbeitet, um die Todten zu begraben […].
Von Brüssel reisten die Jäger nach Paris weiter, wo sie vom 17. August ankamen und bis zum 24. August 1815 blieben. Dann begann die Rückreise. Zunächst ging es nach Voyenne. Dorthin kam am 19. Oktober aus Paris die Nachricht, dass die Hamburger, Bremer und Lübecker Jäger ins Vaterland zurückkehren sollten, wohingegen die übrigen Truppen der Hanseatischen Brigade zur Besetzung Frankreichs bleiben sollten.
Am 21. November trafen die Jäger wieder in Bremen ein und erhielten am 4. Dezember ihren Abschied. Von den ursprünglichen 176 Teilnehmern waren zu diesem Zeitpunkt 26 nicht mehr am Leben, obwohl es keine Kampfhandlungen gegeben hatte.